# 赵济猛
赵济猛（1904年—1928年1月9日），乳名履祥，原名余祥，化名正风、乔征枫、华封、吴英、龙友。浙江东阳人。中国共产党早期领导人、中国共产党第五次全国代表大会代表。

## 生平
高级小学毕业后辍学务农。1919年春，在县城耶稣教会办的之江小学兼做勤杂工免费补习。五四运动爆发后，参加声援北京学生运动。1920年春到宁波崇信中学勤工俭学。期问参加新文化团体雪花社。毕业后任该校附属高小部英语教员。1924年春，加人中国社会主义青年团，不久以个人身份加入中国国民党，参与组建国民党宁波市党支部，并参与创办《宁波评论》。1924年7月至11月，任中国社会主义青年团宁波地方执行委员会秘书。同年10月至1925年2月，任中国社会主义青年团宁波地方执行委员会委员。1924年11月，改任中国社会主义青年团宁波地方执行委员会宣传负责人，以雪花社名义组织青年读书会，开办流动图书馆。同年下半年问先后参与组织宁波社会主义劳工研究会、非基督教运动，被学校辞退后，奉党委派负责筹建启明女子中学。
1925年2月至1926年4月，任中国共产主义青年团宁波地方执行委员会委员、书记。1925年2月任奉化初中英浯教师，并任国民党奉化县党部执行委员。3月发起国民党奉化县党部追悼孙中山筹备委员会。5月五卅运动爆发后，领导奉化人民反帝爱国运动，发起成立奉化外交后援会、学生联合会、奉化小教联合会及秘密的十月读书会。7月出席国民党浙江省党部执行委员会扩大会议。8月返回宁波，在启明女子中学教英语。1925年9月，改任青年团宁波地方执行委员会组织兼宣传负责人。同年转为中国共产党党员。1926年3月，当选国民党浙江省第一次代表大会执行委员会代表。4月，出席中国共青团江浙区委成立大会，当选为区委委员。1926年4月至8月和1927年1月至2月，任中国共青团宁波地方执行委员会书记。1926年7月至1927年4月，任中共宁波地方执行委员会书记，兼宣传委员会书记。1927年1月初出席中共上海区委会议。2月任国民党宁波政治特派员，改组国民党宁波市党部，参与组建宁波市临时政府和宁波市各界联合会。3月至4月组织发起反对王俊（时任宁台温警备司令部司令）运动。4月中旬被开除国民党后遭通缉。
1927年4月任中共上海南市部委书记。赴武汉，作为正式代表参加中国共产党第五次全国代表大会。会后回浙江参加筹建中共浙江省委。1927年6月至9月，任中共浙江省委员会宣传部主任。8月至9月，任中共浙江省委常务委员。期间，回家乡创建中共东阳独立支部（召集吴兆莘、胡侠民、韦之骐、夏立表、陈廷仪五名共产党员开会，创建了中共东阳独立支部，推选吴兆莘为独立支部书记），派人负责杭州与东阳联系。同年7月，中共浙江省委部分机关相继被破坏，组织部主任张叔平、秘书处马吉良相继被捕；他一度兼顾这两个部门工作。1927年10月下旬，赴上海中央汇报工作，月底，回杭州后不久被捕。1928年1月9日在杭州钱塘门被杀害，一同被杀的还有胡友生、沈乐山等七人。1957年，被追认为革命烈士。